# Presbytère de Jenzat
Le presbytère de Jenzat est un presbytère situé sur la commune de Jenzat, dans le département de l'Allier, en France.

## Historique
L'édifice est inscrit au titre des monuments historiques en 1972.